# Parafia Matki Bożej Różańcowej w Jasieniu
Parafia Matki Bożej Różańcowej w Jasieniu – rzymskokatolicka parafia, należąca do dekanatu Lubsko diecezji zielonogórsko-gorzowskiej, metropolii szczecińsko-kamieńskiej w Polsce, erygowana w 1945. Mieści się przy ulicy Kościelnej.